# Тулон (регбійний клуб)
Регбі Клаб Тулон (фр. Rugby club toulonnais), Тулон — французький регбійний клуб, який виступає у вищому дивізіоні чемпіонату Франції. Команда розташовується в однойменному місті в регіоні Прованс — Альпи — Лазурний Берег і проводить домашні матчі на стадіоні Стад Майоль, що вміщає 15 820 глядачів. При цьому деякі ігри проводяться на шістдесяти тисячному Велодром в Марселі. Заснований в 1908 році клуб є триразовим чемпіоном країни.
Вибувши в 2000 року з головної ліги через фінансові причини, Тулон став переможцем Другого дивізіону в 2005 році, однак після повернення в еліту команда знову вилетіла з дивізіону. Завдяки підписанню ряду сильних гравців клуб став істотно прогресувати. У 2007—2008 роках команда успішно виконала завдання і повернулась в Топ 14. Потім, протягом деякого часу Тулон боровся за виживання, після чого ситуація стабілізувалася, і колектив увійшов до числа найсильніших команд чемпіонату. Уже в сезоні 2009/2010 команда з Лазурного Берега стала другою на національномі чемпіонаті (програвши потім в півфіналі) і вийшла у фінал Європейського кубка виклику. У 2012 році «Тулон» був близький до оформлення дубля, однак поступився як в фіналі Топ 14 (Тулузі), так і в фіналі Європейського чемпіонату (Біарріц). У сезоні 2012/2013 клуб став переможцем престижного європейського змагання, кубка Хайнекен.

## Історія
Тулон було засновано 3 червня 1908 року в результаті об'єднання команди Étoile sportive varoise і тулонського відділення клубу Stade varois. Через 23 роки команда вперше стала національним чемпіоном. У фінальному матчі сезону 1931 року в Бордо, Тулон обіграв Ліон (фр. Lyon Olympique Universitaire) з рахунком 6:3. У рідному місті регбістів зустріли 30 тисяч щасливих уболівальників. Конвалії з'явилися на емблемі клубу в 1921 році. Фелікс Майоль, який пожертвував клубу гроші на будівництво стадіону, який був названий його ім'ям, прибув на свій перший концерт в Париж 1 травня 1895 року. Знайома артистка подарувала йому букет конвалій, які часто даруються французами в перший день травня. Забобонний Майоль, чий концерт пройшов успішно, зробив конвалію своїм особистим символом. Потім звичай перейняли і регбісти.
Надалі команда стала постійним претендентом на титул. При цьому, клуб протягом 35 років зіграв в чотирьох фіналах (1948, 1968, 1971, 1985) і не виграв жодного. У 1985 році Тулон програв з командою Тулузи(22:36). Через два роки, з п'ятої спроби клуб завоював титул чемпіона. Тоді на столичній арені Парк де Пренс регбісти обіграли Рейсінг 92. Ще одна перемога в чемпіонаті прийшла в 1992 році, в фінальному матчі клуб здолав суперників з Біарріц. Та гра стала останньою для легенди Біарріца, Сержа Бланко, який так і не здобув титул чемпіона Франції.
Протягом наступних восьми років клуб мав фінансові труднощі, спостерігався дефіцит в 10 мільйонів франків. Як наслідок, спортивні результати команди стали менш вражаючими. В результаті організатори чемпіонату вирішили перемістити Тулон у Другій дивізіон влітку 2000 року. Гравці могли повернутися у вищу лігу в першому ж сезоні, але у вирішальній грі за єдину квоту команда зазнала поразки від Монтобана. Лише через п'ять сезонів команда знову досягла того рівня, який дозволив їй знову стати учасником провідної ліги. Упевнена підтримка уболівальників (в середньому на стадіон приходило більше 12 тисяч глядачів) не допомогла Тулон закріпитися в чемпіонаті. Клуб виграв тільки 3 гри з 26 і вдруге був змушений стати учасником Другого дивізіону.
Новий президент клубу, Мурад Буджеллаль, який народився і виріс в місті заробив свій маєток на продажі коміксів, ступив на посаду з обіцянкою побудувати сильну команду. Уже під керівництвом Буджеллаля клуб уклав контракти з відомими гравцями Жаном-Жаком Кренса, Янном Делега, Гонзало Квесада і Деном Лугером. Згадані гравці і деякі інші новачки на той час вже подолали тридцятирічний рубіж. Особливий інтерес громадськості і ЗМІ викликало підписання контракту з колишнім капітаном Ол Блекс, Тана Умага. Новозеландець прибув до Франції після закінчення Кубка Мітре 10, і, як передбачалося, сума його контракту становила близько 300 тисяч євро. Буджеллаль заявив, що збирається платити зірці з власної кишені, при цьому гравець повинен був провести в складі Тулона всього 8-10 матчів. В інтерв'ю 2010 року Буджеллаль сказав: «Це було неймовірно, адже ми були в другому дивізіоні, а я говорив з кращим гравцем світу. Але він сказав „так“ і приїхав грати в Тулон».
Буджеллаль продовжив активну трансферну політику щодо іменитих вікових спортсменів. Склад команди поповнив капітан збірної Австралії і рекордсмен світу за кількістю тестових матчів, Джордж Греган. Повідомлялося, що гравець отримає близько 400 тисяч євро, також з власної кишені Буджеллаля. Іншими новобранцем клубу став кращий на той момент бомбардир (за кількістю очок) Ол Блекс, Ендрю Мертенс і один з лідерів збірної Англії, Джонні Вількінсон.
Повернувшись до другої ліги в сезоні 2006/2007, клуб фінішував на четвертому місці. Тулон отримав право зіграти в матчах плей-офф за вихід до головного дивізіону, але вже в півфіналі колектив програв соперникам з Стад Рошель(17:21). У наступному змагальному році команда практично з самого початку вийшла в лідери турнірної таблиці і гарантувала собі вихід до вищої ліги за два тури до закінчення регулярного чемпіонату. Сезон 2008/2009 не став для команди результативним, однак цей час було витрачено на істотну перебудову колективу. Умага став працювати в тренерському штабі, і згодом Буджеллаль повідомив, що Умага не настільки компетентний щоб бути тренером. Крім того, бізнесмен заявив, що Умага не володіє якостями менеджера. Клуб боровся за виживання, але зумів уникнути вильоту, продемонструвавши потенціал для звершень в наступному сезоні. Кампанія-2009/2010 очолювала Джоннім Вількінсоном опинилася вкрай успішною. Провідний французький регбійний журнал Міді Олімпік (фр. Midi Olympique) пізніше назвав англійця кращим флай-хавом року чемпіонату. Досягнення Вількінсона були достойно оцінені і по той бік протоки: після деякої перерви гравця знову було повернено в команду. Тулон зайняв в чемпіонаті друге місце, пропустивши вперед команду Перпіньян. Каталонський конкурент отримав вищу позицію завдяки підсумку особистого протистояння, однак за багатьма показниками (зокрема, за кількістю перемог) лідирував саме Тулон. Після цього клуб програв у півфіналі плей-офф, виявившись слабшими за майбутніх чемпіонів Клермона за підсумками додаткового часу матчу (29:35). Проте, клуб з Лазурного Берега отримав можливість зіграти в головному міжнародному турнірі Європи — кубку Хайнекен.
У тому ж сезоні клуб змагався у другому за значущістю міжнародному змаганні, Європейському кубку регбі. Тулон виграв свою групу і вийшов до наступної стадії. Домашній матч 1/4 фіналу проти валлійськіх Скарлетс команда з легкістю виграла (38:12). Півфінальний бар'єр — гостьовий матч з ірландським Коннахтом- Тулон також подолав, хоча і з меншою перевагою (19:12). Перемога в цьому матчі дозволила французам провести фінал вдома, і, беручи до уваги обмежені можливості Стад Майоль, зустріч була перенесена на марсельський Велодром. На жаль, Тулон програв гостям з Уельсу Кардіфф Блюз (21:28) і при досить якісній грі не зміг завоювати жодного трофея.
Сезон 2011/2012 склався для команди практично так само. Клуб знову програв у фіналі Європейського кубка регбі: тепер більш вдалими виявилися гравці Біарріц. Тулон не добився перемоги і в національному чемпіонаті. Він програв в головному матчі року Тулузі. Через рік команда стала переможцем кубка Хайнекен. У фінальному матчі регбісти обіграли ще одну французьку команду — Клермона. Матч протікав вкрай напружено і завершився з рахунком 16:15. Крім того, команда посіла друге місце в регулярному сезоні і дісталася до фіналу чемпіонату. Однак в підсумковому матчі Тулон програв Кастрові з рахунком 14:19. 2 травня 2015 в Лондоні, в фіналі Кубка чемпіонів регбі Тулон вдалося обіграти обіграв Клермон (24:18). У головному єврокубку Тулон переміг третій рік поспіль — раніше французький клуб двічі вигравав Кубок Хайнекен.

## Досягнення
Топ 14
- Чемпіон: 1931, 1987, 1992, 2014
- Фіналіст: 1946, 1968, 1971, 1985, 1989, 2012, 2013

Кубок Хайнекен
- Переможець: 2013, 2014

Шаленж Ів дю Мануар
- Переможець: 1934, 1970
- Фіналіст: 1939, 1954, 1983

Європейський кубок регбі
- Фіналіст: 2010, 2012

Про Д2
- Переможець: 2005, 2008
- Фіналіст: 2001

## Фінальні матчі
Кубок Хайнекен та Європейський Кубок з регбі
| Дата           | Переможець | Фіналіст           | Рахунок | Стадіон            | Вболівальники |
| 18 травня 2013 | Тулон      | АСМ Клермон Овернь | 16:15   | Авіва, Дублін      | 50 148        |
| 18 травня 2014 | Тулон      | Саракенс           | 23:6    | Мілленіум, Кардіфф | 67 578        |
| 2 травня 2015  | Тулон      | АСМ Клермон Овернь | 24:18   | Твікенем, Лондон   | 56 662        |

Чемпіонат Франції
| Дата           | Переможець | Фіналіст   | Рахунок     | Стадіон                       | Вболівальники |
| 10 травня 1931 | Тулон      | Ліон       | 6:3         | Парк Лескюр, Бордо            | 10 000        |
| 18 квітня 1948 | Лурд       | Тулон      | 11:3        | Стад де Пон Жюмо, Тулуза      | 29 753        |
| 16 червня 1968 | Лурд       | Тулон      | 9:9 (нічия) | Муніципальний стадіон, Тулуза | 28 526        |
| 16 травня 1971 | Безьє Еро  | Тулон      | 15:9        | Парк Лескюр, Бордо            | 27 737        |
| 25 травня 1985 | Тулуза     | Тулон      | 36:22       | Парк де Пренс, Париж          | 37 000        |
| 22 травня 1987 | Тулон      | Рейсінг 92 | 15:12       | Парк де Пренс, Париж          | 48 000        |
| 27 травня 1989 | Тулуза     | Тулон      | 18:12       | Парк де Пренс, Париж          | 48 000        |
| 6 червня 1992  | Тулон      | Біарріц    | 19:14       | Парк де Пренс, Париж          | 48 000        |
| 9 червня 2012  | Тулуза     | Тулон      | 18:12       | Стад де Франс, Сен-Дені       | 79 614        |
| 1 червня 2013  | Кастр      | Тулон      | 19:14       | Стад де Франс, Сен-Дені       | 80 033        |
| 31 травня 2014 | Тулон      | Кастр      | 18:10       | Стад де Франс, Сен-Дені       | 80 174        |
| 24 червня 2016 | Рейсінг 92 | Тулон      | 29:21       | Камп Ноу, Барселона           | 99 124        |

Шаленж Ів дю Мануар
| Рік  | Переможець      | Фіналіст | Рахунок |
| 1934 | Тулуза Тулон    | нічия    | 0:0     |
| 1939 | Сексьйон Палуаз | Тулон    | 5:0     |
| 1954 | Лурд            | Тулон    | 28:12   |
| 1970 | «Тулон»         | Ажен     | 29:7    |

Європейський кубок
| Дата           | Переможець   | Фіналіст | Рахунок | Стадіон                | Вболівальники |
| 23 травня 2010 | Кардіфф Блюз | Тулон    | 28:21   | Велодром, Марсель      | 48 990        |
| 18 травня 2012 | Біарріц      | Тулон    | 21:18   | Твікенхам Ступ, Лондон | 9 376         |

## Сезон 2016/17 Топ 14
| \| \| 2016–17 Топ 14 таблиця \| watch · edit · discuss \| |                        |                        |          |       |         |         |            |                     |          |             |                |                 |      |
| | Клуб                   | Розіграних             | Виграних | Нічия | Програш | Бали за | Бали проти | Різниця балів Diff. | Проби за | Проби проти | Здобуті бонуси | Втрачені бонуси | Бали |
| 1 | Атлантик Стад Рошель   | 17                     | 10       | 3     | 4       | 439     | 313        | +126                | 42       | 24          | 5              | 3               | 54   |
| 2 | АСМ Клермон Овернь     | 17                     | 10       | 3     | 4       | 497     | 351        | +146                | 52       | 36          | 5              | 2               | 53   |
| 3 | Монпельє Еро           | 17                     | 10       | 0     | 7       | 434     | 378        | +56                 | 38       | 33          | 3              | 3               | 46   |
| 4 | Кастр                  | 17                     | 9        | 1     | 7       | 438     | 347        | +91                 | 42       | 27          | 3              | 2               | 43   |
| 5 | Тулон                  | 17                     | 8        | 1     | 8       | 408     | 363        | +45                 | 37       | 35          | 4              | 4               | 42   |
| 6 | Тулуза                 | 17                     | 9        | 0     | 8       | 348     | 333        | +15                 | 32       | 24          | 2              | 4               | 42   |
| 7 | Бордо-Бегль            | 17                     | 8        | 1     | 8       | 397     | 388        | +9                  | 33       | 34          | 1              | 4               | 39   |
| 8 | Сексьйон Палуаз        | 16                     | 8        | 0     | 8       | 366     | 395        | –29                 | 35       | 36          | 1              | 4               | 37   |
| 9 | Брів Коррез            | 17                     | 8        | 1     | 8       | 366     | 414        | -48                 | 24       | 37          | 0              | 2               | 36   |
| 10 | Рейсінг                | 16                     | 8        | 1     | 7       | 350     | 349        | –1                  | 34       | 30          | 2              | 0               | 36   |
| 11 | Стад Франсе            | 17                     | 7        | 1     | 9       | 397     | 431        | –34                 | 38       | 39          | 2              | 2               | 34   |
| 12 | Ліон                   | 16                     | 6        | 2     | 8       | 325     | 361        | –36                 | 24       | 26          | 2              | 3               | 33   |
| 13 | Гренобль               | 16                     | 4        | 0     | 13      | 392     | 537        | –145                | 37       | 49          | 1              | 6               | 23   |
| 14 | Авірон Байонне         | 16                     | 4        | 2     | 10      | 256     | 453        | –197                | 18       | 47          | 0              | 0               | 16   |
| Якщо команди знаходяться на одному рівні в таблиці на будь-якому етапі, будуть застосовані тайбрейкі в наступному порядку: 1. Класифікація в попередньому сезоні Топ 14 |                        |                        |          |       |         |         |            |                     |          |             |                |                 |      |
| Зелений фон (1 та 2 рядки) отримують пів-фінальні плей-офф місця і візьмуть участь у 2017-18 Європейському кубкові чемпіонів з регбі. Голубий фон (рядки від 3 до 6) здобудуть чвертьфінальні плей-офф місця і візьмуть участь у Кубку чемпіонів. Жовтий фон (7 рядок) авансують до плей-офф щоб отримати шанс позмагатись в Кубку чемпіонів. Білий фон вказує на команди, які здобули місце в Кубку Європи з регбі. Червоний фон (13 і 14 рядки) - команди будуть перенесені до Регбі Про Д2. Фінальна таблиця |                        |                        |          |       |         |         |            |                     |          |             |                |                 |      |
| | 2016–17 Топ 14 таблиця | watch · edit · discuss |          |       |         |         |            |                     |          |             |                |                 |      |

## Знамениті гравці
Французькі гравці
| - Марк Ендрю - Бенджамін Бастерес - Жан Берті (регбіст) - Крістіан Каліфано - Крістіан Каррере - Ерік Шамп - Жан-Жак Кренка | - Янн Делайгу - Крістоф Домінічі - Жерома Галліон - Андре Херреро - Обін Хубер - Бенджамін Лапейре - Джо Масо - Ерік Мелвілль | - Жак Мерквей - П'єр Міньоні - Олів'єр Міссоуп - Марк де Ружмонт - Жан-Баптіст Руї - Томас Соуріце - Жан-Франсуа Тордо |

Міжнародні гравці
| - Фотунуупуле Оелуа - Джеррі Коллінс - Джордж Греган - Матт Генджак - Ендрю Мертенс - Антон Олівер - Люк Руней - Джордж Сміт - Сальмоне Таумоепео - Джон Таваке - Тана Умага - Сонні Білл Вілльямс - Руді Вульф - Кріс Чесней - Джо Ель-Абд - Нік Кеннеді | - Ден Лугер - Том Мей - Поль Сакей - Дін Шофільд - Саймон Шав - Ендрю Шерідан - Джонні Вількінсон - Феліпе Контепомі - Естебан Лозада - Гонзало Квесада - Леонардо Сенаторе - Сантьяго Деллапе - Раміро Пез - Філліп Фітжеральд - Рорі Ламонт - Роб Гендерсон - Гавін Генсон | - Гетін Дженкінс - Джеймі Робінсон - Мафілео Кефу - Сіса Коямайболе - Мартін Ягр - Ілія Зедгінідзе - Давід Кубряшвіллі - Крістіан Лоаману - Віктор Матфільд - Андре Преторюс - Лоренс Сефака - Джо ван Ньєкерк - Лорн Вард - Джуніор Полу - Тусі Пусі - Дамєн Туссак |